# 21-я парашютная дивизия (вермахт)
21-я парашютная дивизия (нем. 21. Fallschirm-Jäger-Division) — боевое соединение Люфтваффе. Дивизия была создана 5 апреля 1945 года из запасных частей.

## Боевой путь дивизии
С апреля 1945 года — бои в Нидерландах. 9 мая 1945 — остатки дивизии сдались в британский плен.

## Состав дивизии
- 61-й парашютный полк
- 62-й парашютный полк
- 63-й парашютный полк
- 21-й артиллерийский батальон
- 21-я противотанковая рота
- 21-я миномётная рота
- 21-й инженерный батальон
- 21-я рота связи

## Командир дивизии
- 5 апреля 1945 — май 1945 — полковник Вальтер Герике (нем. Walter Gericke)